# Малков, Валентин Александрович
Валенти́н Алекса́ндрович Ма́лков (род. 13 декабря 1935, Ленинград - умер, предположительно о. Тасмания?, Австралия?) — советский трубач и музыкальный педагог, солист ЗКР АСО Ленинградской филармонии, доцент Ленинградской консерватории им. Н.А.Римского-Корсакова, Заслуженный артист РСФСР

## Биография
В 1958 году поступил и 1963 году окончил Ленинградскую консерваторию по классу трубы доцента (впоследствии, профессора) Юрия Андреевича Большиянова, а в 1968 году окончил у него же аспирантуру. До 1979 года преподавал в Ленинградской консерватории, вёл класс трубы в должности доцента, подготовил и выпустил много первоклассных трубачей, дипломантов и лауреатов различных престижных конкурсов.

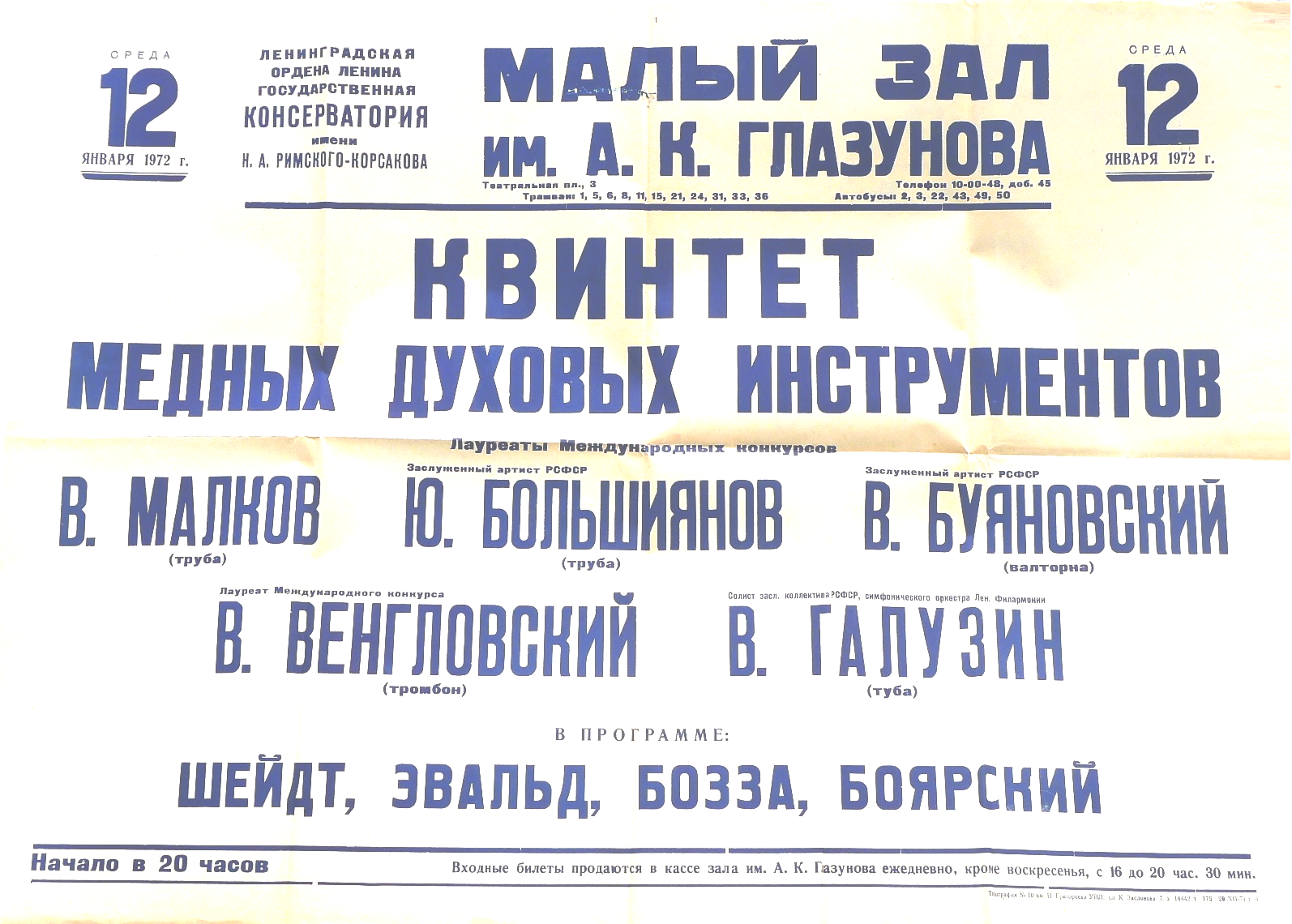
Одна из концертных афиш В.Малкова, 1972, Малый зал Ленинградской консерватории квинтет медных духовых

В 1962 году Валентин Малков стал лауреатом (II премия) Международного музыкального фестиваля «Пражская весна» (Чехословакия), а в 1963 году выиграл (I премия) Всесоюзный конкурс музыкантов-исполнителей на духовых инструментах. Как солист активно участвовал в концертной деятельности Ленинграда в составе различных ансамблей камерной музыки, в т.ч. в составе медного квинтета им. В.Эвальда, участвовал в их многочисленных записях.  В 1974 году удостоен почётного звания Заслуженный артист РСФСР.
В 1960 году выиграл конкурс на должность солиста группы труб ЗКР академического симфонического оркестра Ленинградской филармонии, которым руководил главный дирижёр Евгений Мравинский. В течение 19 лет (до 1980 года) принимал участие в многочисленных концертах, записях и гастролях этого оркестра. В 1979 году во время гастролей оркестра в Японии (вместе со скрипачкой Натальей Колосковой) "совершил побег из СССР", запросив политическое убежище в американском посольстве.
Занимался концертной и преподавательской деятельностью на о. Тасмания (Австралия).

### Информация о смерти
По письменному свидетельству ученика Валентина Александровича трубача-солиста оркестра Сиднейского оперного театра Джошуа Кларка (Josh Clark) Валентин Малков умер много лет назад ("Valentin died many years", письмо от 27.01.2022), дата смерти и место погребения (страна, город, кладбище) не установлена.

## Награды и звания
- Лауреат, II-ая премия, Международный музыкальный фестиваль «Пражская весна», 1962 год[14]
- Лауреат, I-ая премия, Всесоюзный конкурс музыкантов-исполнителей, г. Москва, 1963 год
- Заслуженный артист РСФСР (Указ Президиума Верховного Совета РСФСР от 5 сентября 1974)

## Аудиозаписи
- Иоганн Себастьян Бах / Густав Малер. Люкс
  - Александра Вавилина (флейта), Валентин Малков (труба), Наталья Сиротская (орган), ЗКР АСО Санкт-Петербургский филармонии, дирижёр Геннадий Рождественский, запись 1977 года, Мелодия: № 326
- "Сонаты", Мелодия: № 133:
  - Дэниел Шпеер. Соната для 2-х труб, 3-х тромбонов и органа ля минор
Валентин Малков, Юрий Большиянов (трубы) Аким Козлов, Виктор Венгловский и Николай Коршунов (тромбоны), Нина Оксентян (орган)  «Музыка для духового ансамбля», запись 1971 года
  - Carl Philipp Emanuel BACH. Соната для трубы и органа Соль минор 
Валентин Малков (труба),  Наталья Сиротская (орган), запись 1987 года
  - Giovanni VIVIANI. Соната № 1 для трубы и органа до мажор 
Валентин Малков (труба), Наталья Сиротская (орган), запись 1979 года
  - Giovanni VIVIANI. Соната № 2 для трубы и органа до мажор 
Валентин Малков (труба), Наталья Сиротская (орган), запись 1979 года
  - Жан-Батист ЛОЙЕ. Соната для трубы и органа 
Валентин Малков (труба), Наталья Сироцкая (орган), запись 1979 года
  - Франсис ПУЛЕНК. Соната для валторны, трубы и тромбона 
Виталий Буяновский (валторна), Валентин Малков (труба), Виктор Венгловский (тромбон), запись 1971 года

### Грампластинки
- «Валентин МАЛКОВ, труба» (Ольга Крылова, фортепиано),  фирма Мелодия, 1970 год, Д 027155-6[15]: 
  - 1. Соната для трубы и фортепиано, К.Кеннан 2. Девушка с волосами цвета льна: прелюдия но.8, К.Дебюсси; обр.: Б.Прорвич. 3. Экспромт, соч. 1951 г., Ж.Ибер 4. Интрада, соч. 1947 г. А.Онеггер. 5. Соната для трубы и фортепиано, соч. 1939 г., П.Хиндемит
- «И.С.Бах - Бранденбургские концерты» (Ленинградский камерный оркестр), фирма Мелодия, 1971 год, СМ 02839-44 (3 грампластинки)[16][17]